# Anne Murray

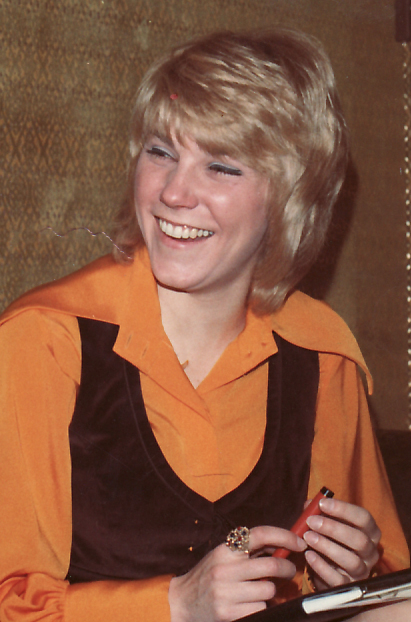
Anne Murray (1971)

Morna Anne Murray, CC, ONS (* 20. Juni 1945 in Springhill, Nova Scotia) ist eine mehrfach mit dem Grammy ausgezeichnete kanadische Country-Sängerin. Im Laufe ihrer rund 40-jährigen Karriere verkaufte Murray alleine in den USA über 14 Millionen Alben. Ihr größter Hit You Needed Me erreichte 1978 Platz eins der US-Charts.

## Karriere
Murray wuchs als einziges Mädchen unter fünf Brüdern auf. Sie begann als Sängerin in der Fernsehserie Singalong Jubilee. Zu dieser Zeit arbeitete sie noch hauptberuflich als Sportlehrerin.
1968 nahm sie bei einem kleinen, unabhängigen Label ihr erstes Album auf, What About Me. Das Musiklabel Capitol Records wurde auf sie aufmerksam und bot ihr 1969 einen Vertrag an. Bereits die erste Single Snowbird wurde zu einem internationalen Hit. Sie erreichte hohe Platzierungen sowohl in den Pop- als auch in den Country-Hitparaden.
Es dauerte einige Jahre, bis sie sich 1972 mit Danny’s Song erneut in den Top 10 platzieren konnte. 1974 hatte sie mit He Thinks I Still Care ihren ersten Nummer-eins-Hit in den Countrycharts. 1975 erhielt sie für Love Song einen Grammy. Im selben Jahr heiratete sie. 1976 brachte Murray ihren Sohn William zur Welt, 1979 gebar sie ihre Tochter Dawn, die unter dem Namen Dawn Langstroth sowohl als Sängerin als auch als Malerin agiert.
Mit You Needed Me hatte Murray 1978 erneut einen Nummer-1-Hit, dieses Mal in den Pop-Charts. Es folgte I Just Fall in Love Again als Teil einer langen Serie von Hits, die bis Mitte der 1980er Jahre andauerte. Im Juli 1989 eröffnete in ihrem Geburtsort Springhill das „Anne Murray Centre“. Das 6.894 Quadratmeter große Museum beherbergt Memorabilia aus der gut 40-jährigen Karriere Murrays, einen Souvenirladen und Mehrzweckräume, in denen Veranstaltungen stattfinden. Das Zentrum ist von Mitte Mai bis Mitte Oktober geöffnet und hat seit 1989 über 400.000 Besucher empfangen.
1993 wurde sie mit der Aufnahme in die Canadian Music Hall of Fame geehrt. Ende der 1990er Jahre gelang ihr mit der CD What a Wonderful World: 26 Inspirational Classics ein Comeback in den USA.

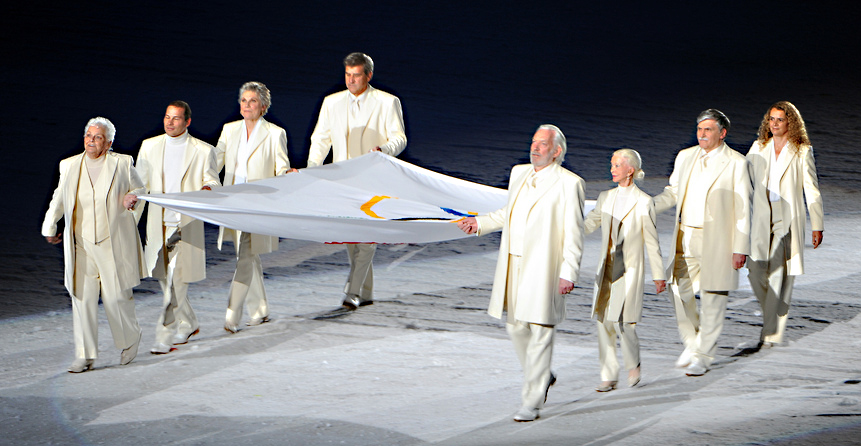
Anne Murray (3. von links) als Fahnenträgerin bei den Olympischen Spielen 2010

Im November 2007 erschien das Album Anne Murray Duets Friends & Legends, auf dem Murray ihre erfolgreichsten Titel als Duette mit bekannten Kollegen wie Shania Twain, Martina McBride, Nelly Furtado oder Emmylou Harris sowie ihrer Tochter Dawn Langstroth singt.
Zwei Jahre später gab Anne Murray im Rahmen der Promotion zu ihrer Autobiografie All of Me in mehreren Interviews bekannt, dass sie sich aus dem Showgeschäft zurückziehen werde. Sie schloss weitere Konzerte, Fernsehauftritte und Alben aus.
2010 durfte Murray im Rahmen der Eröffnungsfeier der Olympischen Winterspiele in Vancouver mit sieben anderen Prominenten die olympische Fahne in das Stadion tragen.

## Diskografie
Studioalben

| Jahr | Titel                                             | Höchstplatzierung, Gesamtwochen, AuszeichnungChartplatzierungen (Jahr, Titel, Platzierungen, Wochen, Auszeichnungen, Anmerkungen) | Höchstplatzierung, Gesamtwochen, AuszeichnungChartplatzierungen (Jahr, Titel, Platzierungen, Wochen, Auszeichnungen, Anmerkungen) | Höchstplatzierung, Gesamtwochen, AuszeichnungChartplatzierungen (Jahr, Titel, Platzierungen, Wochen, Auszeichnungen, Anmerkungen) | Anmerkungen                                                                                          |
| Jahr | Titel                                             | UK | US | Country | Anmerkungen                                                                                          |
| ---- | ------------------------------------------------- | --- | --- | --- | --- |
| 1971 | Anne Murray / Straight, Clean and Simple          | — | US121 (9 Wo.)US | Country11 (17 Wo.)Country | Erstveröffentlichung: 26. Februar 1971 Produzent: Brian Ahern                                        |
| 1971 | Talk It Over in the Morning                       | — | US179 (4 Wo.)US | Country26 (7 Wo.)Country | Erstveröffentlichung: 1971 Produzent: Brian Ahern                                                    |
| 1971 | Anne Murray / Glen Campbell                       | — | US128 (8 Wo.)US | Country4 (21 Wo.)Country | Erstveröffentlichung: November 1971 Produzent: Al de Lory, Brian Ahern mit Glen Campbell             |
| 1972 | Annie                                             | — | US143 (8 Wo.)US | Country14 (12 Wo.)Country | Erstveröffentlichung: April 1972 Produzent: Brian Ahern                                              |
| 1973 | Danny’s Song                                      | — | US39 (24 Wo.)US | Country4 (22 Wo.)Country | Erstveröffentlichung: April 1973 Produzent: Brian Ahern                                              |
| 1974 | Love Song                                         | — | US24 (33 Wo.)US | — | Erstveröffentlichung: Februar 1974 Produzent: Brian Ahern Grammy (Country)                           |
| 1974 | Highly Prized Possession                          | — | US70 (13 Wo.)US | Country8 (16 Wo.)Country | Erstveröffentlichung: November 1974 Produzent: Brian Ahern                                           |
| 1976 | Together                                          | — | US142 (11 Wo.)US | Country15 (15 Wo.)Country | Erstveröffentlichung: November 1975 Produzent: Tom Catalano                                          |
| 1976 | Keeping in Touch                                  | — | US96 (6 Wo.)US | Country26 (6 Wo.)Country | Erstveröffentlichung: September 1976 Produzent: Tom Catalano                                         |
| 1978 | Let’s Keep It That Way                            | — | US12 Platin · (52 Wo.)US | Country2 (91 Wo.)Country | Erstveröffentlichung: Februar 1978 Produzent: Jim Ed Norman                                          |
| 1979 | New Kind of Feeling                               | — | US23 Platin · (29 Wo.)US | Country2 (51 Wo.)Country | Erstveröffentlichung: Januar 1979 Produzent: Jim Ed Norman                                           |
| 1979 | I’ll Always Love You                              | — | US24 Gold · (23 Wo.)US | Country4 (44 Wo.)Country | Erstveröffentlichung: Oktober 1979 Produzent: Jim Ed Norman                                          |
| 1980 | Somebody’s Waiting                                | — | US88 (15 Wo.)US | Country15 (23 Wo.)Country | Erstveröffentlichung: März 1980 Produzent: Jim Ed Norman                                             |
| 1981 | Where Do You Go When You Dream                    | — | US55 Gold · (15 Wo.)US | Country4 (46 Wo.)Country | Erstveröffentlichung: 1981 Produzent: Jim Ed Norman                                                  |
| 1982 | The Hottest Night of the Year                     | — | US90 (12 Wo.)US | Country29 (10 Wo.)Country | Erstveröffentlichung: 1982 Produzent: Jim Ed Norman                                                  |
| 1982 | Christmas Wishes                                  | — | US54 ×2Doppelplatin · (8 Wo.)US                                                                                                   | Country34 (21 Wo.)Country | Erstveröffentlichung: 1982 Countrycharts: Re-entry Dezember 1984 (5 Wochen) Produzent: Jim Ed Norman |
| 1983 | A Little Good News                                | — | US72 Gold · (24 Wo.)US | Country9 (62 Wo.)Country | Erstveröffentlichung: 1983 Produzent: Jim Ed Norman                                                  |
| 1984 | Heart over Mind                                   | — | US92 Gold · (25 Wo.)US | Country4 (46 Wo.)Country | Erstveröffentlichung: Dezember 1984 Produzent: Jim Ed Norman                                         |
| 1986 | Something to Talk About                           | — | US68 Gold · (23 Wo.)US | Country2 (34 Wo.)Country | Erstveröffentlichung: Januar 1986 Produzenten: David Foster, Jack White, Keith Diamond               |
| 1987 | Harmony                                           | — | US149 (6 Wo.)US | Country9 (22 Wo.)Country | Erstveröffentlichung: Mai 1987 Produzenten: Jack White, Mark Spiro                                   |
| 1988 | As I Am                                           | — | — | Country29 (31 Wo.)Country | Erstveröffentlichung: Oktober 1988 Produzent: Kyle Lehning                                           |
| 1990 | You Will                                          | — | — | Country47 (21 Wo.)Country | Erstveröffentlichung: September 1990 Produzent: Jerry Crutchfield                                    |
| 1993 | Croonin’                                          | — | — | Country54 (12 Wo.)Country | Erstveröffentlichung: 2. November 1993 Produzenten: Anne Murray, Tommy West                          |
| 1999 | What a Wonderful World: 26 Inspirational Classics | — | US38 Platin · (38 Wo.)US | Country4 (104 Wo.)Country | Erstveröffentlichung: 19. Oktober 1989 Doppelalbum Produzenten: Anne Murray, Tommy West              |
| 2002 | Country Croonin’                                  | — | US109 Gold · (6 Wo.)US | Country13 (36 Wo.)Country | Erstveröffentlichung: 22. Oktober 2002 Produzenten: Anne Murray, Tommy West                          |
| 2007 | Duets: Friends & Legends                          | — | US42 (10 Wo.)US | Country8 (38 Wo.)Country | Erstveröffentlichung: 13. November 2007 Produzent: Phil Ramone                                       |
| 2008 | Anne Murray’s Christmas Album                     | — | US169 (1 Wo.)US | Country35 (9 Wo.)Country | Erstveröffentlichung: 7. Oktober 2008                                                                |

## Auszeichnungen

### Grammy Awards
- 1975: Best Country Vocal Performance – Female (für Love Song)
- 1979: Best Pop Vocal Female (für You Needed Me)
- 1981: Best Country Vocal Performance – Female (für Could I Have This Dance)
- 1984: Best Country Vocal Performance – Female (für A Little Good News)

### Juno Awards
- Künstlerin des Jahres (1971–1975, 1979–1982)